# Begraafplaats van Deûlémont
De Begraafplaats van Deûlémont is een gemeentelijke begraafplaats in de  Franse gemeente Deûlémont in het  Noorderdepartement. De begraafplaats ligt aan de Route de Comines op 480 m ten oosten van het centrum (gemeentehuis). Ze wordt omsloten door een haag en afgesloten door een tweedelig traliehek tussen bakstenen zuilen.

## Britse oorlogsgraven
In de noordelijke hoek van de begraafplaats liggen 2 Britse gesneuvelde militairen uit de Tweede Wereldoorlog. De graven zijn van Deryk Reginald Stanfield, onderluitenant bij de Royal Artillery en van Keith Smith, sergeant bij de Gordon Highlanders. Zij sneuvelden op 27 mei 1940 en hun graven worden onderhouden door de Commonwealth War Graves Commission waar ze geregistreerd staan onder Deulemont Communal Cemetery.